# Club Atlético del Ferrocarril Gran Sud
El Club Atlético del Ferrocarril Gran Sud, más conocido como Lanús Athletic Club, su antigua denominación, fue un club de fútbol de la ciudad de Buenos Aires, Argentina. Fundado en 1887, se destacó por participar en la Primera División de Argentina en los orígenes del amateurismo, alcanzando el subcampeonato.

## Historia

### Primeros años
El club fue fundado a finales de 1887 en Los Talleres, actualmente Remedios de Escalada, como Barracas Instituto Cricket Club, por empleados del Buenos Aires Great Southern Railway, actual Ferrocarril Roca. En septiembre de 1888, cambia su nombre a Lanús Cricket Club. En sus primeros años practicó exclusivamente el cricket.

### Subcampeón del fútbol argentino

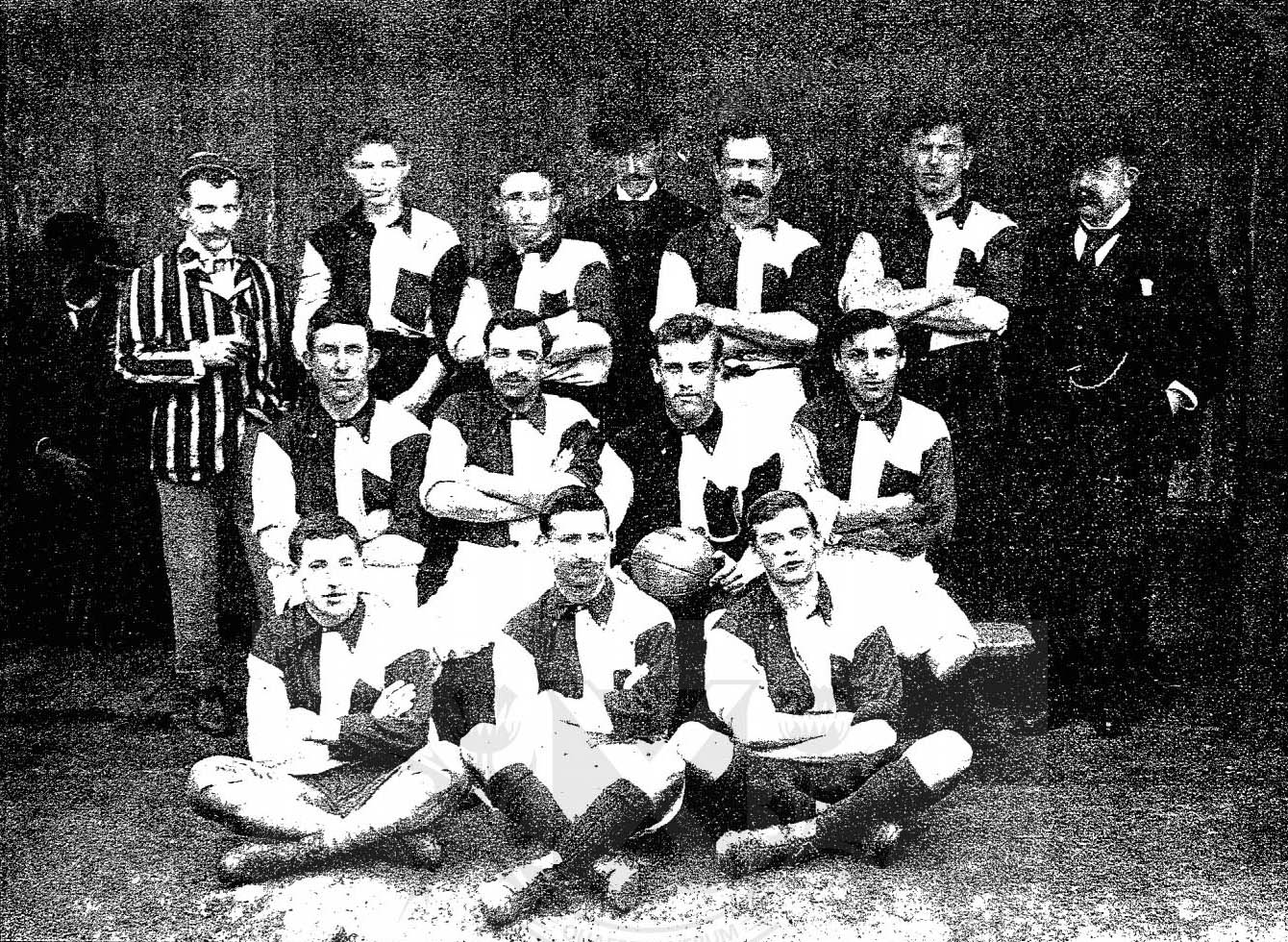
Formación del Lanús Athletic Club que obtuvo el subcampeonato en 1897.

En junio de 1895, se convoca a una asamblea donde se resuelve expandir el club e incluir más deportes, por lo que resuelven renombrarlo como Lanús Athletic Club. De esta manera, incorporan el fútbol al club y comienzan los tratamientos para competir en el campeonato de la Argentine Association Football League, encargada del deporte a nivel nacional desde 1893.
El 16 de mayo de 1897, hizo su debut en el Campeonato de fútbol argentino en su visita al Belgrano Athletic Club, en el partido donde cayó por 3 a 2. En la siguiente jornada, jugada el 25 de mayo, obtuvo su primer triunfo en un abultado 8 a 1 sobre Banfield Athletic Club. Tras otro triunfo por goleada, el 17 de junio se enfrenta a Lomas Athletic Club, hegemónico campeón del fútbol argentino desde 1893. El encuentro se jugó en cancha de Lomas, pero significó su primer derrota de local por 3 a 1.
Tras la penúltima jornada, Lomas recuperó la cima, dejando únicamente con chances a Lanús, que estaba a 2 puntos, con quien jugaría el último partido. Lanús llegaba al último partido con 7 triunfos seguidos. Mientras que Lomas no solo estaba invicto en el torneo, sino que llevaba 14 partidos sin conocer la derrota, siendo su última derrota el 29 de junio de 1896 ante Lomas Academy, segundo equipo de la misma entidad que obtendría el campeonato ese año. El 30 de agosto se enfrentaron en Lomas, y Lanús se impuso por 1 a 0, alcanzando también la cima y poniendo en jaque a la hegemonía de la institución. También significó su primer derrota de local ante un equipo ajeno a la institución.
El 8 de septiembre se jugó el primer desempate, que finalizó 1 a 1, con gol de Jorge Gibson Brown para Lanús, jugador que sería figura del multicampeón Alumni años después. El segundo desempate se jugó 3 días después y se disputó en 1 hora de juego, agregándose 30 minutos de tiempo suplementario, sin romperse el 0 a 0. La agónica definición finalmente se resolvió el 19 de septiembre donde Lomas terminó imponiéndose por 1 a 0.

### Primera desafiliación
El inicio del campeonato de 1898 parecía prometedor tras una abultada goleada ante Palermo. Sin embargo, las derrotas ante Lobos lo dejaron fuera de la pelea varias fechas antes. El triunfo del 7 de agosto por 5 a 1 ante Palermo sería el último de esta etapa del club.
La temporada de 1899 se vería trunca, dónde solo igualó de local ante Lomas y perdió los otros 5 encuentros, uno de ellos por no poder completar su equipo. Tras la finalización del certamen, se desafilió.

### Nueva etapa
El inicio del nuevo siglo para el club fue nebuloso. El club se encontraba para 1908 al borde de la disolución, sin campo de juego y sumergido en una crisis. Debido a esto, sus jugadores se incorporaron al segundo equipo de Southern Rangers.
El reflote se da renombrado como Buenos Aires Great Southern Railway Athletic Club y en 1910, ya castellanizado como Club Atlético del Ferrocarril Gran Sud, se vuelve a afiliar a la Argentine Football Association.
El renovado equipo se incorpora a la Segunda División, participando en la primera sección. Allí, se enfrentó a 2 de los hoy cinco grandes: Independiente y Racing, cayendo por goleada ante los rojos en ambos encuentros. El equipo no consiguió quedar en el podio de la sección; por lo que, tras la reestructuración de 1911, no quedó entre los 9 incorporados a la División Intermedia y descendió a la tercera categoría junto a la Segunda División.

## Datos del club

### Cronología por año
Cronología del club en categorías de la Asociación Argentina de Football:
| Temp. | Div. | Clubes | Pos. | Pts | PJ | PG | PE | PP | GF | GC | DG  | Copa                          | Otras copas           |
| ----- | ---- | ------ | ---- | --- | -- | -- | -- | -- | -- | -- | --- | ----------------------------- | --------------------- |
| 1897  | A    | 7      | 2o   | 15  | 22 | 10 | 2  | 3  | 40 | 10 | 30  | —                             | —                     |
| 1898  | A    | 6      | 4o   | 13  | 12 | 6  | 1  | 5  | 29 | 12 | 17  | —                             | —                     |
| 1899  | A    | 4      | 4o   | 1   | 6  | 0  | 1  | 5  | 1  | 5  | -4  | —                             | —                     |
| 1910  | 2D   | 36     |      |     |    |    |    |    |    |    |     | Segunda fase (CCAB)           | —                     |
| 1911  | 2D   |        |      |     |    |    |    |    |    |    |     |                               | —                     |
| 1913  | A    | 15     | 2o   | 8   | 17 | 2  | 3  | 12 | 15 | 51 | -36 | Octavos de final (CCJC)       | Octavos de final (CH) |
| 1914  | A    | 14     | —    | 1   | 7  | 0  | 1  | 6  | 7  | 21 | -14 | Dieciseisavos de final (CCJC) | —                     |

|  | Relegado    |
|  | Desafiliado |